# Carl Zweifel
Carl Zweifel (geboren am 7. Februar 1884 in Lenzburg; gestorben am 6. August 1963 ebenda) war ein Schweizer Architekt und Spielzeughersteller.

## Leben
Carl Zweifel war ein Sohn des Schweizer Unternehmers Alfred Zweifel (1851–1920) und seiner Frau Bertha Luise Meier (1859–1930). Er hatte einen Bruder und zwei Schwestern. Die Familie wohnte seit 1896 in der Villa Malaga in Lenzburg. Carl besuchte die Kantonsschule Aarau und studierte anschliessend Architektur bei Theodor Fischer und Carl Hocheder an der Technischen Hochschule München und bei Karl Moser in Karlsruhe. 1921 heiratete er Barbara Hermle, mit der er eine Tochter hatte. Die Familie wohnte in einem Haus am Fuss des Lenzburger Schlossbergs.

## Wirken
Zweifels architektonische Hauptwerke sind die Pauluskirche in Luzern, noch unter der Leitung von Karl Moser, und ein Schulhaus in Schaffhausen. Er fertigte auch Holzschnitte an und entwarf für die Schweizerische Landesausstellung 1914 in Bern die Motive für mehrere Postkartenserien über historische Städte und Kirchenbauten im Kanton Aargau.
1915 entwickelte er den «Schweizerbaukasten», einen Baukasten aus Holz mit einem neuen pädagogischen Konzept. Dafür erhielt er in demselben Jahr einen Preis bei dem Spielwarenwettbewerb des Schweizerischen Werkbundes. Von da an wurde die Herstellung und Weiterentwicklung von «Zweifel’s Schweizerbaukasten», weiterer Holzbaukästen (z. B. «Zweifel’s Schweizerstädtchen») und anderer Holzartikel zu seiner Hauptbeschäftigung.